# Zrąbień

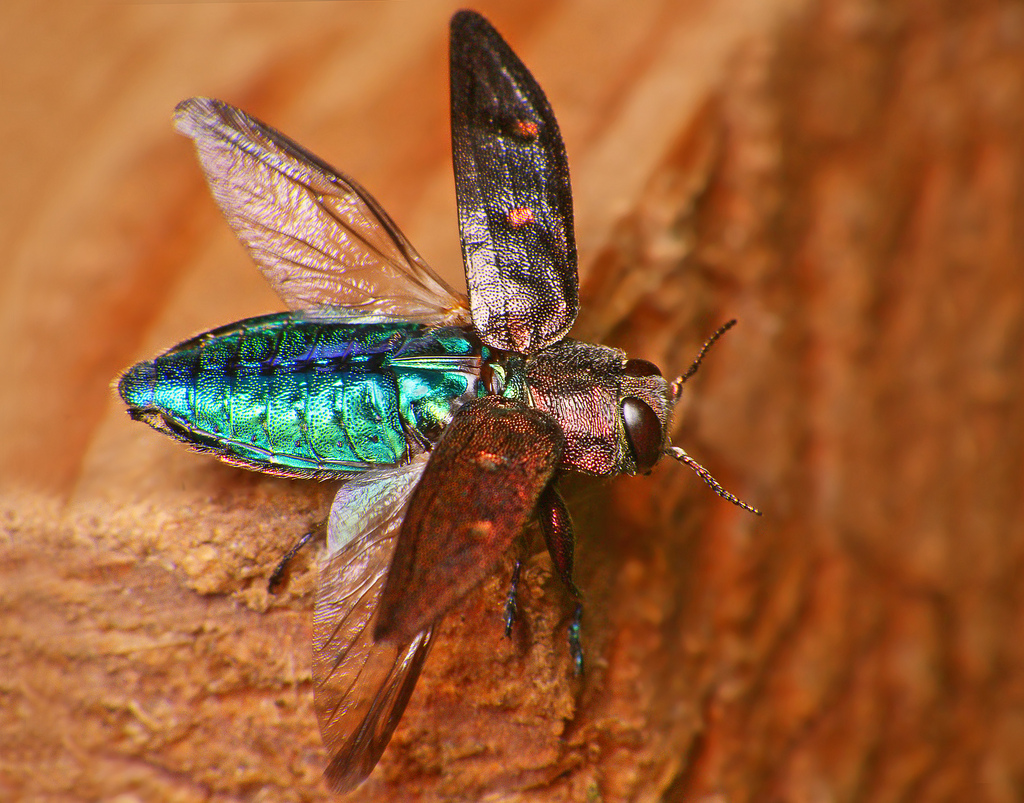
Chrysobothris affinis

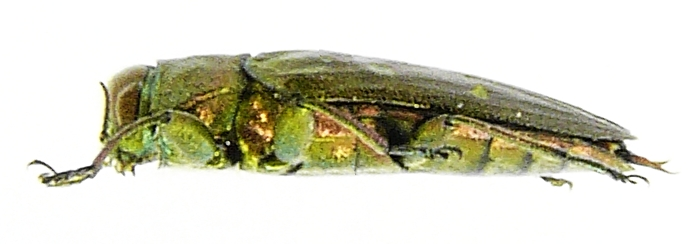
Chrysobothris affinis

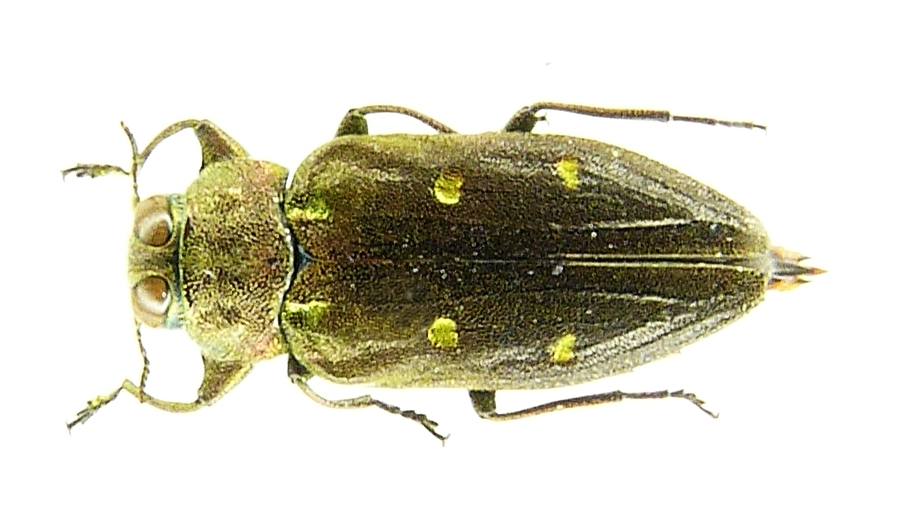
Chrysobothris affinis

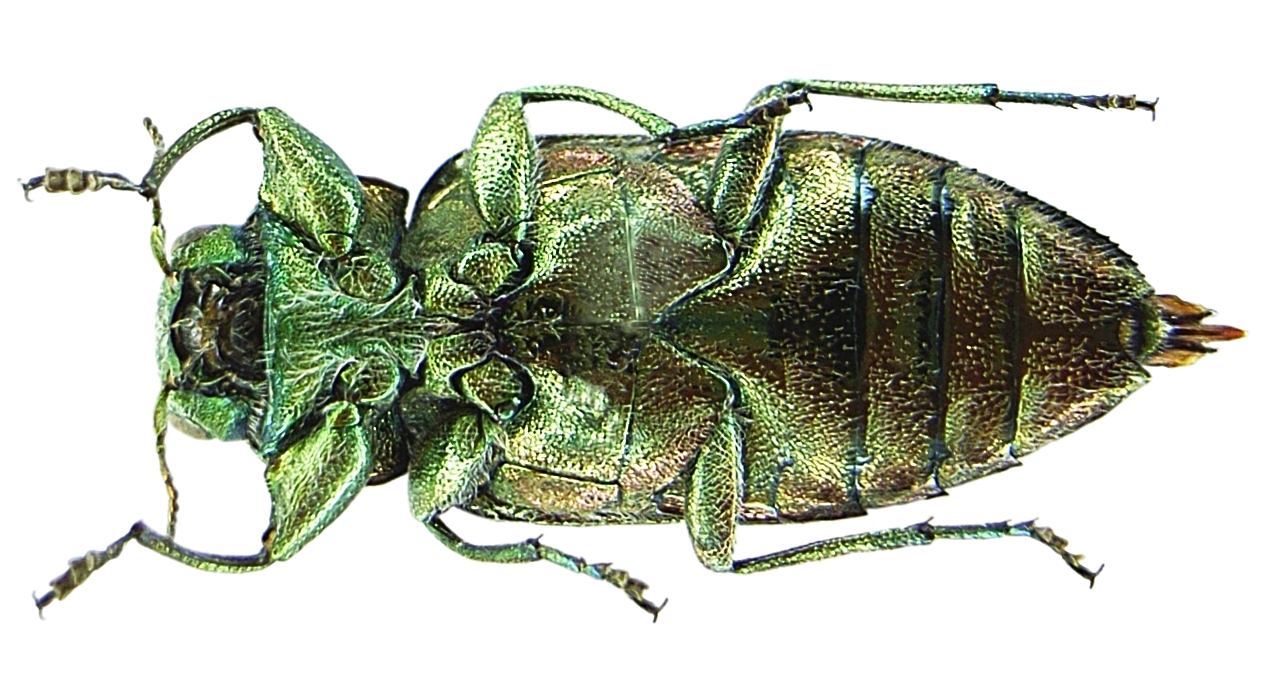
Chrysobothris affinis

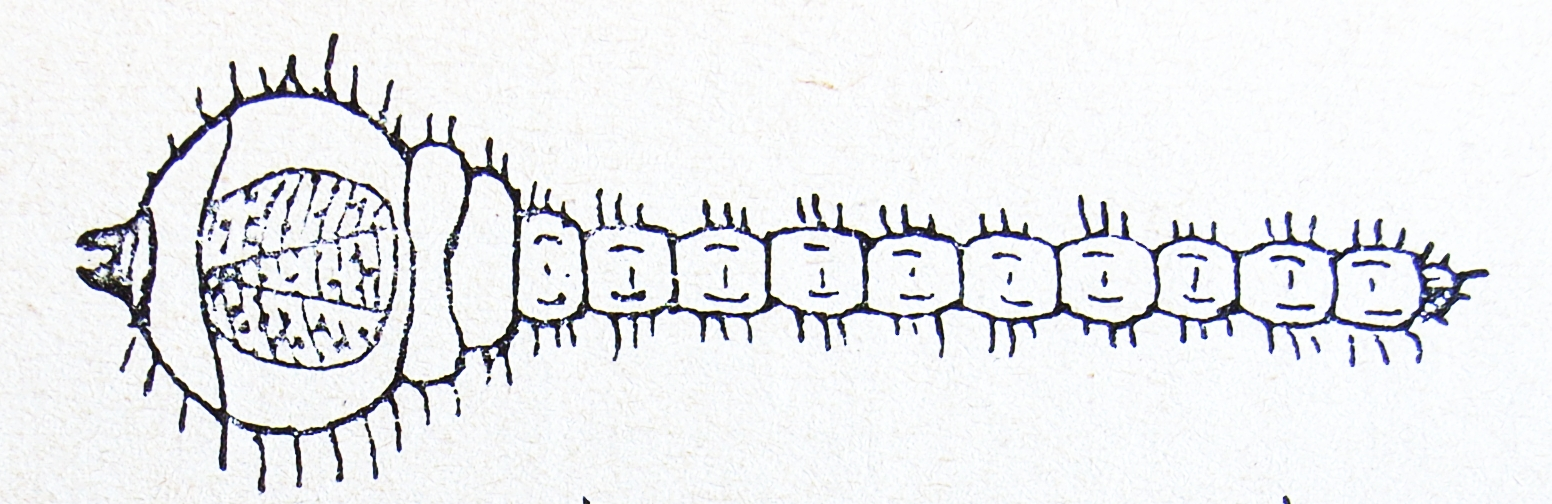
Budowa larwy Chrysobothris sp.

Zrąbień (Chrysobothris) – rodzaj chrząszczy zaliczany do rodziny bogatkowatych (Buprestidae Leach 1815), podrodziny Buprestinae Lacordaire, 1857 i plemienia Chrysobothrini Gory & Laporte, 1838 dla którego stanowi rodzaj typowy. 
Takson Chrysobothris jako samodzielny rodzaj wyodrębniony został z rodzaju Buprestis. Jego gatunkiem typowym jest Chrysobothris chrysostigma (oryginalnie opisany przez Linneusza w 1758 roku jako Buprestis chrysostigma). Wyróżnia się trzy podrodzaje:
- Chrysobothris Eschscholtz 1829
- Abothris Semenov & Richter 1934
- Colobothris Théry 1936

Wywodząca się z greki nazwa rodzajowa oznacza „o złotych dołkach” i odnosi się budowy pokryw skrzydeł na których występują zazwyczaj metalicznie ubarwione zagłębienia. Znana jest ona w dwóch wariantach. Pierwotnie opublikowana została wersja w pisowni „Chrysobotris” która jest jednak niepoprawna ortograficznie i może być efektem przypadkowego pominięcia litery „h”. W późniejszych pracach entomologicznych a także na etykietach okazów z kolekcji Eschscholtza występuje powszechnie dziś używana, utrwalona i sugerowana jako prawidłowa wersja w pisowni „Chrysobothris”.
Chrysobothris sp., wraz z Agrilus sp., jest jednym z dwóch kosmopolitycznych rodzajów w obrębie rodziny bogatkowatych. Obejmuje on 708 opisanych do 2010 r. gatunków rozsiedlonych we wszystkich krainach zoogeograficznych. Z całą pewnością istnieje też duża liczba kolejnych, jeszcze nieodkrytych. Część z gatunków różnicuje się ponadto na podgatunki, których opisano około 35. Rozsiedlenie znanych przedstawicieli rodzaju Chrysobothris jest nierównomierne w różnych obszarach geograficznych, np. w USA i Kanadzie występuje około 130 z nich, w Australii natomiast zaledwie 12. W Europie stwierdzono występowanie 9 gatunków z których cztery zaliczają się do fauny Polski:
- Chrysobothris affinis (Fabricius, 1794) (syn. Ch. materculae Hołyński, 1975) – zrąbień dębowiec. W Polsce prawdopodobnie występuje na całym obszarze z wyjątkiem wyższych partii gór. Larwy żyją pod korą osłabionych okazów drzew liściastych, w szczególności dębów i buków[12].
- Chrysobothris chrysostigma (Linnaeus, 1758) – gatunek borealno-górski, w Polsce znany z nielicznych stanowisk. Larwy żyją w łyku lub pod korą świerków, rzadziej innych drzew iglastych[12].
- Chrysobothris igniventris Reitter, 1895 – zrąbień sosnowiec. W kraju gatunek rzadko notowany, dawniej mylony z Ch. solieri. Larwy żerują na sosnach, rzadziej na świerkach[12].
- Chrysobothris solieri (Castelnau et Gory, 1837) – w Polsce wykazywany z nielicznych stanowisk, często na podstawie błędnie oznaczonych okazów Ch. igniventris. Jego aktualne występowanie w kraju wymaga potwierdzenia. Larwy rozwijają się na młodych, osłabionych sosnach[12][11].

Ponadto do rodzaju Chrysobothris należą następujące gatunki (pominięto wymienione wyżej):

- Chrysobothris abyssinica Fairmaire, 1891
- Chrysobothris acaciae Knull, 1936
- Chrysobothris achardi Obenberger, 1922
- Chrysobothris acutipennis Chevrolat, 1835
- Chrysobothris adelpha Harold, 1869
- Chrysobothris aeneicollis Deyrolle, 1864
- Chrysobothris aeneifrons Fairmaire, 1882
- Chrysobothris aeneola LeConte, 1860
- Chrysobothris aequalis Waterhouse, 1889
- Chrysobothris aerea Chevrolat, 1834
- Chrysobothris alabamae Gory, 1841
- Chrysobothris alecto Obenberger, 1917
- Chrysobothris algoensis Obenberger, 1922
- Chrysobothris alluaudi Kerremans, 1914
- Chrysobothris alutaceiventris Obenberger, 1940
- Chrysobothris amazonica Kerremans, 1897
- Chrysobothris amberestris Bellamy, 1999
- Chrysobothris amplicollis Thomson, 1879
- Chrysobothris amurensis Pic, 1904
- Chrysobothris analis LeConte, 1860
- Chrysobothris andamana Kerremans, 1891
- Chrysobothris andica Obenberger, 1928
- Chrysobothris andrewsi Waterhouse, 1900
- Chrysobothris andrusi Baudon, 1968
- Chrysobothris angolae Obenberger, 1922
- Chrysobothris angulipicta Kerremans, 1903
- Chrysobothris anniae Obenberger, 1928
- Chrysobothris anoguttata (Gory, 1841)
- Chrysobothris antillarum Fisher, 1925
- Chrysobothris antiqua Chevrolat, 1838
- Chrysobothris apicalis Kerremans, 1900
- Chrysobothris apolinari Obenberger, 1932
- Chrysobothris ardoini Baudon, 1963
- Chrysobothris arizonica Chamberlin, 1938
- Chrysobothris armata Dugès, 1891
- Chrysobothris arnoldi Théry, 1932
- Chrysobothris arouensis Deyrolle, 1864
- Chrysobothris astartae Abeille de Perrin, 1895
- Chrysobothris astuta Waterhouse, 1887
- Chrysobothris atabalipa Gory & Laporte, 1837
- Chrysobothris atahualpa Obenberger, 1928
- Chrysobothris aterrima Kerremans, 1899
- Chrysobothris atriplexae Fisher, 1942
- Chrysobothris auricincta Burmeister, 1872
- Chrysobothris auricollis Kerremans, 1898
- Chrysobothris auricornis Deyrolle, 1864
- Chrysobothris aurifera Kirsch, 1866
- Chrysobothris auripes Gory & Laporte, 1837
- Chrysobothris auroimpressa Gory, 1841
- Chrysobothris auropicta Kerremans, 1897
- Chrysobothris auropunctata Deyrolle, 1864
- Chrysobothris australasiae Hope, 1846
- Chrysobothris axillaris Horn, 1886
- Chrysobothris azurea LeConte, 1857
- Chrysobothris bacchari Van Dyke, 1923
- Chrysobothris badeni Théry, 1925
- Chrysobothris balzani Obenberger, 1922
- Chrysobothris banghaasi Théry, 1911
- Chrysobothris barellei Bourgoin, 1922
- Chrysobothris barri Westcott, 1971
- Chrysobothris basalis LeConte, 1858
- Chrysobothris beameri Knull, 1954
- Chrysobothris beckeri Obenberger, 1956
- Chrysobothris bedeli Obenberger, 1922
- Chrysobothris behanzini Obenberger, 1940
- Chrysobothris bekassana Obenberger, 1932
- Chrysobothris bella Fisher, 1925
- Chrysobothris bellata Thomson, 1879
- Chrysobothris belti Waterhouse, 1887
- Chrysobothris beniensis Fisher, 1925
- Chrysobothris beyeri Schaeffer, 1904
- Chrysobothris bicentra Obenberger, 1940
- Chrysobothris bicolor Horn, 1894
- Chrysobothris bicolorata Bílý, 2000
- Chrysobothris bicolorifrons Obenberger, 1940
- Chrysobothris bicornis Gory & Laporte, 1837
- Chrysobothris biimpressa (Chevrolat, 1838)
- Chrysobothris bilyi Bellamy, 1998
- Chrysobothris bimarginicollis Schaeffer, 1905
- Chrysobothris bisinuata Chamberlin, 1938
- Chrysobothris bispinosa Schaeffer, 1909
- Chrysobothris bistripunctata Deyrolle, 1864
- Chrysobothris boharti Van Dyke, 1934
- Chrysobothris boliviae Obenberger, 1924
- Chrysobothris boliviana Kerremans, 1897
- Chrysobothris boninensis Kurosawa, 1975
- Chrysobothris borneensis Kerremans, 1900
- Chrysobothris bothrideres Fairmaire, 1864
- Chrysobothris bouddah Théry, 1940
- Chrysobothris brahma Obenberger, 1917
- Chrysobothris braunsi Obenberger, 1922
- Chrysobothris breviloba Fall, 1910
- Chrysobothris breviloboides Barr, 1969
- Chrysobothris brevitarsis Nelson, 1975
- Chrysobothris brixi Baudon, 1963
- Chrysobothris bruchi Obenberger, 1928
- Chrysobothris buenavistae Obenberger, 1928
- Chrysobothris bumburetica Bílý, 2000
- Chrysobothris buqueti Obenberger, 1922
- Chrysobothris burgeoni Obenberger, 1924
- Chrysobothris caddo Wellso & Manley, 2007
- Chrysobothris caelata Carter, 1925
- Chrysobothris californica LeConte, 1860
- Chrysobothris callichroma Obenberger, 1939
- Chrysobothris capensis Kerremans, 1893
- Chrysobothris capitata Gory & Laporte, 1837
- Chrysobothris carbonaria Gory & Laporte, 1837
- Chrysobothris carbonicolor Obenberger, 1922
- Chrysobothris carbunculifer Théry, 1911
- Chrysobothris carinata Kerremans, 1892
- Chrysobothris carinipennis LeConte, 1878
- Chrysobothris carmelita Fall, 1907
- Chrysobothris carminea Kerremans, 1900
- Chrysobothris carneola (Voet, 1806)
- Chrysobothris carteri Obenberger, 1923
- Chrysobothris cashmirensis Obenberger, 1934
- Chrysobothris catascopa Thomson, 1879
- Chrysobothris catharinae Obenberger, 1940
- Chrysobothris caurina Horn, 1886
- Chrysobothris cavatifrons Obenberger, 1940
- Chrysobothris cavifrons Deyrolle, 1864
- Chrysobothris chactas Gory & Laporte, 1837
- Chrysobothris chalcophana (Klug, 1829)
- Chrysobothris chalcophoroides Horn, 1886
- Chrysobothris chalybea Gory & Laporte, 1837
- Chrysobothris chamberliniana Fisher, 1948
- Chrysobothris cheni Théry, 1940
- Chrysobothris chiribiquetensis Bellamy, 1995
- Chrysobothris chiricahuae Knull, 1937
- Chrysobothris chlorocephala Gory, 1841
- Chrysobothris chlorosticta Thomson, 1878
- Chrysobothris chrysoela (Illiger, 1800)
- Chrysobothris chrysogaster Bourgoin, 1922
- Chrysobothris chrysonota Deyrolle, 1864
- Chrysobothris cincta Kerremans, 1893
- Chrysobothris circe Obenberger, 1940
- Chrysobothris circuloimpressa Deyrolle, 1864
- Chrysobothris coelicolor Obenberger, 1922
- Chrysobothris coeruleoglabrata Obenberger, 1917
- Chrysobothris collaris Deyrolle, 1864
- Chrysobothris coloradensis Wickham, 1914
- Chrysobothris comanche Wellso & Manley, 2007
- Chrysobothris confusa Deyrolle, 1864
- Chrysobothris congeneratrix Obenberger, 1934
- Chrysobothris consanguinea (Gory & Laporte, 1837)
- Chrysobothris consimilis (Gory, 1841)
- Chrysobothris convexa Fall in Fall & Cockerell, 1907
- Chrysobothris convexiuscula Waterhouse, 1887
- Chrysobothris cordicollis Gory & Laporte, 1837
- Chrysobothris cordillerae Obenberger, 1928
- Chrysobothris cordovensis Gory & Laporte, 1837
- Chrysobothris cornifrons Obenberger, 1940
- Chrysobothris cornigera Fisher, 1944
- Chrysobothris cornuta Kerremans, 1903
- Chrysobothris corporaali Obenberger, 1922
- Chrysobothris costaricana Obenberger, 1917
- Chrysobothris costata Kerremans, 1895
- Chrysobothris costifer Kerremans, 1909
- Chrysobothris costifrons Waterhouse, 1887
- Chrysobothris crandalli Knull, 1943
- Chrysobothris crenulipyga Obenberger, 1924
- Chrysobothris cribraria Mannerheim, 1837
- Chrysobothris cribrifrons Thomson, 1879
- Chrysobothris cubensis Théry, 1927
- Chrysobothris culbersoniana Knull, 1943
- Chrysobothris cunctans Obenberger, 1924
- Chrysobothris cuprascens LeConte, 1860
- Chrysobothris cupreipes Fairmaire, 1864
- Chrysobothris cupreomactata Obenberger, 1928
- Chrysobothris cupressicona Barr & Westcott, 1976
- Chrysobothris cupriceps Deyrolle, 1864
- Chrysobothris cupricollis Deyrolle, 1864
- Chrysobothris cuprifrons Fisher, 1925
- Chrysobothris cuprina (Klug, 1829)
- Chrysobothris cupriventris Thomson, 1878
- Chrysobothris curlettii Magnani, 1995
- Chrysobothris curta Kerremans, 1893
- Chrysobothris curvicollis Kerremans, 1900
- Chrysobothris cyanella Horn, 1886
- Chrysobothris cyanescens Deyrolle, 1864
- Chrysobothris cyanicollis Gory & Laporte, 1837
- Chrysobothris cyanipennis Deyrolle, 1864
- Chrysobothris cypria Magnani, 1993
- Chrysobothris danae Obenberger, 1940
- Chrysobothris debilis LeConte, 1860
- Chrysobothris decolorata (Gory & Laporte, 1837)
- Chrysobothris deflexicornis Gory & Laporte, 1837
- Chrysobothris delavayi Fairmaire, 1887
- Chrysobothris delectabilis Waterhouse, 1889
- Chrysobothris delenifica Deyrolle, 1864
- Chrysobothris deliana Kerremans, 1900
- Chrysobothris densa Waterhouse, 1889
- Chrysobothris densepunctata Obenberger, 1940
- Chrysobothris dentipes (Germar, 1824)
- Chrysobothris deserta Horn, 1886
- Chrysobothris desmaresti (Laporte & Gory, 1836)
- Chrysobothris deuvei Baudon, 1963
- Chrysobothris deyrollei Thomson, 1858
- Chrysobothris dilaticollis Kerremans, 1897
- Chrysobothris discedens Gemminger & Harold, 1869
- Chrysobothris discicollis Saunders, 1867
- Chrysobothris disparicollis Thomson, 1879
- Chrysobothris distincta Gory, 1841
- Chrysobothris dolata Horn, 1886
- Chrysobothris dorbignyi (Gory, 1841)
- Chrysobothris dorsata (Fabricius, 1787)
- Chrysobothris dubiosula Obenberger, 1928
- Chrysobothris dudichi Gebhardt, 1926
- Chrysobothris dudleyaphaga Westcott, 2007
- Chrysobothris dugesi Kerremans, 1897
- Chrysobothris duplicata (Chevrolat, 1838)
- Chrysobothris duporti Bourgoin, 1922
- Chrysobothris dyopatra Gory, 1841
- Chrysobothris dyoti Théry, 1925
- Chrysobothris ebenina Théry, 1925
- Chrysobothris ecuadorica Obenberger, 1928
- Chrysobothris edwardsii Horn, 1886
- Chrysobothris elevata Gory & Laporte, 1837
- Chrysobothris ellyptica Deyrolle, 1864
- Chrysobothris elongata Deyrolle, 1864
- Chrysobothris emarginaticollis Blanchard, 1846
- Chrysobothris embriki Obenberger, 1932
- Chrysobothris empyrea Gerstäcker, 1871
- Chrysobothris eos Obenberger, 1924
- Chrysobothris ephedrae Knull, 1942
- Chrysobothris eriogoni Westcott, 2005
- Chrysobothris errans Gory, 1841
- Chrysobothris erudita Hoscheck, 1931
- Chrysobothris erythraeina Obenberger, 1940
- Chrysobothris erythrogona (Kirsch, 1866)
- Chrysobothris eurycephala Obenberger, 1934
- Chrysobothris exesa LeConte, 1858
- Chrysobothris explicationis Nelson, 1975
- Chrysobothris fabricii Saunders, 1871
- Chrysobothris fabulosa Nelson, 1988
- Chrysobothris facialis Hoscheck, 1931
- Chrysobothris falli Van Dyke, 1918
- Chrysobothris fastidiosa Gory, 1841
- Chrysobothris fatalis Harold, 1878
- Chrysobothris felixi Gebhardt, 1926
- Chrysobothris femorata (Olivier, 1790)
- Chrysobothris fiji Bellamy, 2009
- Chrysobothris fisheri Théry, 1927
- Chrysobothris fisheriana Obenberger, 1928
- Chrysobothris fiskei Fisher, 1942
- Chrysobothris fluvialis Moore, 1986
- Chrysobothris fossifrons Kerremans, 1892
- Chrysobothris foveata Waterhouse, 1887
- Chrysobothris foveiceps Saunders, 1867
- Chrysobothris foveicollis Kerremans, 1893
- Chrysobothris fragariae Fisher, 1930
- Chrysobothris francoisi Baudon, 1966
- Chrysobothris fraudi Théry, 1931
- Chrysobothris freyi (Pochon, 1972)
- Chrysobothris frontalis (Olivier, 1790)
- Chrysobothris fronticornis (Chevrolat, 1838)
- Chrysobothris frontiscalla Domínguez & Márquez, 1971
- Chrysobothris fruta Gory, 1841
- Chrysobothris funeraria Obenberger, 1922
- Chrysobothris furcata Kerremans, 1913
- Chrysobothris gahani Cockerell, 1911
- Chrysobothris gardneri Théry, 1930
- Chrysobothris gardnerianus Descarpentries, 1959
- Chrysobothris gebhardti Théry, 1936
- Chrysobothris gebieni Kerremans, 1914
- Chrysobothris gedyei Théry, 1941
- Chrysobothris gelhardtiana Théry, 1941
- Chrysobothris gemmata LeConte, 1858
- Chrysobothris generosa Gory & Laporte, 1837
- Chrysobothris gentilis Kerremans, 1897
- Chrysobothris georgei Nelson, 1980
- Chrysobothris gerstmeier Barries, 2010
- Chrysobothris ghesquierei Théry, 1940
- Chrysobothris gloriosa Fisher, 1922
- Chrysobothris gounellei Kerremans, 1897
- Chrysobothris gowdeyi Fisher, 1928
- Chrysobothris grancanariae Niehuis & Gottwald, 1999
- Chrysobothris gratiosa Gory, 1841
- Chrysobothris graueri Kerremans, 1914
- Chrysobothris gravenhorsti Obenberger, 1922
- Chrysobothris grindeliae Van Dyke, 1937
- Chrysobothris guatemalensis Thomson, 1878
- Chrysobothris guineensis Obenberger, 1940
- Chrysobothris guttata (Olivier, 1790)
- Chrysobothris guyanensis Thomson, 1879
- Chrysobothris haitiensis Fisher, 1930
- Chrysobothris handschini Obenberger, 1940
- Chrysobothris harrisii (Hentz, 1827)
- Chrysobothris hauseri Obenberger, 1928
- Chrysobothris haydeni Scudder, 1876
- Chrysobothris helferi Fisher, 1942
- Chrysobothris hera Obenberger, 1924
- Chrysobothris hexastigma Mannerheim, 1837
- Chrysobothris heyrovskyi Obenberger, 1922
- Chrysobothris hidalgoensis Knull, 1951
- Chrysobothris hispaniolae Fisher, 1925
- Chrysobothris hobsoni Baudon, 1963
- Chrysobothris holochalcea Burmeister, 1872
- Chrysobothris horaki Barries, 2008
- Chrysobothris horni Kerremans, 1903
- Chrysobothris horningi Barr, 1969
- Chrysobothris horvathi Gebhardt, 1926
- Chrysobothris hoscheki Théry, 1925
- Chrysobothris hubbardi Fisher, 1942
- Chrysobothris humilis Horn, 1886
- Chrysobothris hypochloris Erichson, 1847
- Chrysobothris ianthinipes Obenberger, 1928
- Chrysobothris ichthyomorpha Thomson, 1879
- Chrysobothris idahoensis Barr, 1969
- Chrysobothris igai Kurosawa, 1948
- Chrysobothris ignicollis Horn, 1885
- Chrysobothris ignipicta Kerremans, 1900
- Chrysobothris ignisternum Obenberger, 1924
- Chrysobothris ignota Dugès, 1891
- Chrysobothris inaequalicollis Thomson, 1878
- Chrysobothris inaequalis Waterhouse, 1887
- Chrysobothris indica Gory & Laporte, 1837
- Chrysobothris indigacea Kerremans, 1893
- Chrysobothris infantula Obenberger, 1940
- Chrysobothris infima Kerremans, 1893
- Chrysobothris infranitens Kerremans, 1912
- Chrysobothris insidiosa Waterhouse, 1887
- Chrysobothris insolata Deyrolle, 1864
- Chrysobothris insulana Fisher, 1925
- Chrysobothris iridea Kerremans, 1900
- Chrysobothris iris Van Dyke, 1937
- Chrysobothris jakovlevi Semenov, 1891
- Chrysobothris jania Lotte, 1938
- Chrysobothris janthina (Gory, 1841)
- Chrysobothris javae Obenberger, 1932
- Chrysobothris javana Thomson, 1879
- Chrysobothris jeanneli Obenberger, 1928
- Chrysobothris jendeki Barries, 2006
- Chrysobothris joellae Bleuzen, 1993
- Chrysobothris juncta Waterhouse, 1887
- Chrysobothris kabakovi Alexeev in Alexeev, et al., 1991
- Chrysobothris kalaharica Obenberger, 1940
- Chrysobothris kalshoveni Obenberger, 1931
- Chrysobothris kelloggi Knull, 1937
- Chrysobothris keyensis Gestro, 1877
- Chrysobothris kiangsuanus Théry, 1940
- Chrysobothris knulli Nelson, 1975
- Chrysobothris komareki Obenberger, 1928
- Chrysobothris kordofana Obenberger, 1928
- Chrysobothris kotoensis Miwa & Chûjô, 1940
- Chrysobothris kraatzi Kerremans, 1899
- Chrysobothris kucerai Barries, 2008
- Chrysobothris kuntzeni Hoscheck, 1931
- Chrysobothris labaili Baudon, 1968
- Chrysobothris lancii Gory & Laporte, 1837
- Chrysobothris lanei Théry, 1936
- Chrysobothris laosensis Obenberger, 1928
- Chrysobothris laricis Van Dyke, 1916
- Chrysobothris lateralis Waterhouse, 1887
- Chrysobothris laticollis Burmeister, 1872
- Chrysobothris latifrons Deyrolle, 1864
- Chrysobothris lativertex Obenberger, 1940
- Chrysobothris laudabilis Théry, 1936
- Chrysobothris leechi Barr, 1974
- Chrysobothris leonhardi Obenberger, 1916
- Chrysobothris lepida Gory & Laporte, 1837
- Chrysobothris lesnei Théry, 1934
- Chrysobothris lesueuri Gory & Laporte, 1837
- Chrysobothris leuconoe Obenberger, 1940
- Chrysobothris libanonica Obenberger, 1935
- Chrysobothris libonoti Horn, 1886
- Chrysobothris lilaceous Chamberlin, 1925
- Chrysobothris lineatipennis Van Dyke, 1916
- Chrysobothris linnei Obenberger, 1922
- Chrysobothris lixa Horn, 1886
- Chrysobothris lobata Kerremans, 1897
- Chrysobothris longula Saunders, 1867
- Chrysobothris lucana Horn, 1894
- Chrysobothris lucifera Théry, 1911
- Chrysobothris ludificata Horn, 1886
- Chrysobothris macarthuri Théry, 1941
- Chrysobothris macleayi Obenberger, 1928
- Chrysobothris maculata Gory & Laporte, 1837
- Chrysobothris maculicollis Thomson, 1878
- Chrysobothris maculicoxis Obenberger, 1940
- Chrysobothris maculiventris (Chevrolat, 1838)
- Chrysobothris maillei Gory & Laporte, 1837
- Chrysobothris malayensis Fisher, 1930
- Chrysobothris mali Horn, 1886
- Chrysobothris manchurica Arakawa, 1932
- Chrysobothris mandarina Théry, 1940
- Chrysobothris manifesta Obenberger, 1940
- Chrysobothris maracaensis Théry, 1925
- Chrysobothris marina Abeille de Perrin, 1907
- Chrysobothris marquesana Obenberger, 1928
- Chrysobothris martha Van Dyke, 1942
- Chrysobothris mastersii Macleay, 1872
- Chrysobothris matangana Kerremans, 1912
- Chrysobothris megacephala Gory & Laporte, 1837
- Chrysobothris melazona Chevrolat, 1835
- Chrysobothris merkelii Horn, 1886
- Chrysobothris mescalero Wellso & Manley, 2007
- Chrysobothris michelbacheri Van Dyke, 1942
- Chrysobothris micromorpha Fall, 1907
- Chrysobothris microstigma Gestro, 1877
- Chrysobothris militaris Deyrolle, 1864
- Chrysobothris minuta Kerremans, 1896
- Chrysobothris miraculosa Obenberger, 1928
- Chrysobothris modesta Waterhouse, 1887
- Chrysobothris mokrzeckii Obenberger, 1928
- Chrysobothris moluccana Hoscheck, 1931
- Chrysobothris montezuma Obenberger, 1940
- Chrysobothris monticola Fall, 1910
- Chrysobothris montrouzieri Kerremans, 1892
- Chrysobothris mrazi Obenberger, 1924
- Chrysobothris muehlei Barries, 2008
- Chrysobothris mulsanti Obenberger, 1922
- Chrysobothris multistigmosa (Mannerheim, 1837)
- Chrysobothris musae Théry, 1904
- Chrysobothris myia Gory, 1841
- Chrysobothris myoptica Obenberger, 1940
- Chrysobothris nana Fairmaire, 1892
- Chrysobothris natalensis Théry, 1925
- Chrysobothris nausicaa Thomson, 1879
- Chrysobothris nelsoni Westcott & Alten, 2006
- Chrysobothris neopusilla Fisher, 1942
- Chrysobothris neotexana Dozier, 1955
- Chrysobothris nicaraguensis Obenberger, 1928
- Chrysobothris nickerli Obenberger, 1922
- Chrysobothris nigripennis Deyrolle, 1864
- Chrysobothris nigrita Kerremans, 1893
- Chrysobothris nigriventris Théry, 1928
- Chrysobothris nigropicta Nelson, 1988
- Chrysobothris nigroviolacea Deyrolle, 1864
- Chrysobothris niveifrons Obenberger, 1928
- Chrysobothris nixa Horn, 1886
- Chrysobothris nobilis (Fabricius, 1787)
- Chrysobothris nodipennis Kerremans, 1899
- Chrysobothris obenbergeri Gebhardt, 1926
- Chrysobothris occidentis Obenberger, 1922
- Chrysobothris occipitalis Deyrolle, 1864
- Chrysobothris octocola LeConte, 1858
- Chrysobothris octofoveolata Thomson, 1879
- Chrysobothris octomaculata Carter, 1925
- Chrysobothris octonotata Saunders, 1874
- Chrysobothris ohbayashii Kurosawa, 1948
- Chrysobothris ohnoi Kurosawa, 1975
- Chrysobothris okorosawana Obenberger, 1940
- Chrysobothris omurai Baudon, 1968
- Chrysobothris oregona Chamberlin, 1934
- Chrysobothris orono Frost, 1920
- Chrysobothris orothi Baudon, 1963
- Chrysobothris ovalis Kerremans, 1903
- Chrysobothris palaui Cobos, 1954
- Chrysobothris palawanensis Barries, 2006
- Chrysobothris pampas Thomson, 1879
- Chrysobothris pantochlora Guérin-Méneville, 1847
- Chrysobothris paragrindeliae Knull, 1943
- Chrysobothris paraguayensis Obenberger, 1917
- Chrysobothris parallela Deyrolle, 1864
- Chrysobothris paramodesta Nelson, 1975
- Chrysobothris parapiuta Knull, 1938
- Chrysobothris paratabalipa Nelson, 1975
- Chrysobothris pardensis Kerremans, 1903
- Chrysobothris parvipunctata Obenberger, 1914
- Chrysobothris parvofoveata Fisher, 1925
- Chrysobothris paulensis Théry, 1936
- Chrysobothris pedroi Obenberger, 1940
- Chrysobothris peninsularis Schaeffer, 1904
- Chrysobothris peringueyi Théry, 1925
- Chrysobothris perplexa Deyrolle, 1864
- Chrysobothris perroni Gory & Laporte, 1837
- Chrysobothris peruviae Obenberger, 1924
- Chrysobothris petersoni Hawkeswood, 1997
- Chrysobothris philippinensis Saunders, 1874
- Chrysobothris phoebe Thomson, 1878
- Chrysobothris picipes Kerremans, 1893
- Chrysobothris picklesi Théry, 1938
- Chrysobothris pictiventris Saunders, 1874
- Chrysobothris pilifrons Kerremans, 1893
- Chrysobothris piuta Wickham, 1903
- Chrysobothris placida Kerremans, 1897
- Chrysobothris pluton Gory, 1841
- Chrysobothris polita Kerremans, 1897
- Chrysobothris polychrous Bílý, 1983
- Chrysobothris polymetallichroma Westcott, 1998
- Chrysobothris polyspilota Burmeister, 1872
- Chrysobothris potentillae Barr, 1969
- Chrysobothris prasina Horn, 1886
- Chrysobothris prava Obenberger, 1924
- Chrysobothris preissi Obenberger, 1922
- Chrysobothris pressli Obenberger, 1922
- Chrysobothris pseudacutipennis Obenberger, 1940
- Chrysobothris pseudinsularis Hoscheck, 1931
- Chrysobothris pseudotsugae Van Dyke, 1916
- Chrysobothris pubilineata Vogt, 1949
- Chrysobothris puella Gory, 1841
- Chrysobothris pulchella Gory & Laporte, 1837
- Chrysobothris pulcherrima Snellen von Vollenhoven, 1864
- Chrysobothris pulchra Gory & Laporte, 1837
- Chrysobothris pulchripes Fairmaire, 1887
- Chrysobothris pumpuna Blackwelder, 1944
- Chrysobothris puncticollis Kerremans, 1897
- Chrysobothris punctiventris Kerremans, 1897
- Chrysobothris purpurata Bland, 1864
- Chrysobothris purpureicollis Kerremans, 1900
- Chrysobothris purpureoplagiata Schaeffer, 1904
- Chrysobothris purpureovittata Horn, 1886
- Chrysobothris purpurescens Kerremans, 1907
- Chrysobothris purpurifrons Motschulsky, 1859
- Chrysobothris pusilla Gory & Laporte, 1837
- Chrysobothris pygmaea Kerremans, 1897
- Chrysobothris quadraticollis Kerremans, 1892
- Chrysobothris quadriimpressa Gory & Laporte, 1837
- Chrysobothris quadrilineata LeConte, 1860
- Chrysobothris quadrimaculata (Fabricius, 1776)
- Chrysobothris quadriplagiata Waterhouse, 1887
- Chrysobothris queenslandica Hawkeswood, 1986
- Chrysobothris ras Obenberger, 1940
- Chrysobothris ravilla Obenberger, 1924
- Chrysobothris regina Kerremans, 1898
- Chrysobothris regradata Wallengren, 1881
- Chrysobothris rejzeki Niehuis, 2009
- Chrysobothris richteri Obenberger, 1928
- Chrysobothris riedlei Barries, 2008
- Chrysobothris riograndina Obenberger, 1940
- Chrysobothris ritsemae Gestro, 1877
- Chrysobothris rogaguaensis Fisher, 1925
- Chrysobothris roguensis Beer, 1967
- Chrysobothris rondoni Baudon, 1963
- Chrysobothris roseiventris Thomson, 1878
- Chrysobothris rossi Van Dyke, 1942
- Chrysobothris rothkirchi Obenberger, 1922
- Chrysobothris rotundicollis Gory & Laporte, 1837
- Chrysobothris rubimaculata (Gory & Laporte, 1837)
- Chrysobothris rubripes Chevrolat, 1838
- Chrysobothris rudipennis Kerremans, 1903
- Chrysobothris rugifrons Kerremans, 1893
- Chrysobothris rugipes Gory & Laporte, 1837
- Chrysobothris rugosa Gory & Laporte, 1837
- Chrysobothris rugosiceps Melsheimer, 1845
- Chrysobothris rugosipennis Théry, 1947
- Chrysobothris rutilans Kerremans, 1897
- Chrysobothris rutilicuspis Heller, 1893
- Chrysobothris sacrata Obenberger, 1924
- Chrysobothris salebrosa Kerremans, 1893
- Chrysobothris saliaris Kurosawa, 1948
- Chrysobothris sallaei Waterhouse, 1887
- Chrysobothris salomonica Obenberger, 1922
- Chrysobothris samai Curletti & Magnani, 1988
- Chrysobothris samurai Obenberger, 1935
- Chrysobothris sapphirina (Swartz, 1817)
- Chrysobothris saundersii Macleay, 1872
- Chrysobothris sauteri Kerremans, 1912
- Chrysobothris scabripennis Gory & Laporte, 1837
- Chrysobothris schaefferi Obenberger, 1934
- Chrysobothris schistomorion Westcott & Davidson, 2001
- Chrysobothris schlueteri Théry, 1925
- Chrysobothris schoutedeni Obenberger, 1921
- Chrysobothris scintillatrix Obenberger, 1940
- Chrysobothris scitula Gory, 1841
- Chrysobothris seminole Wellso & Manley, 2007
- Chrysobothris semisculpta LeConte, 1860
- Chrysobothris semisuturalis (Kerremans, 1899)
- Chrysobothris sericeifrons Théry, 1898
- Chrysobothris serripes Schaeffer, 1905
- Chrysobothris sexangula Kerremans, 1897
- Chrysobothris sexfasciata Schaeffer, 1919
- Chrysobothris seximpressa Mannerheim, 1837
- Chrysobothris sexnotata Gory, 1841
- Chrysobothris sexpunctata (Fabricius, 1801)
- Chrysobothris sexsignata (Say, 1839)
- Chrysobothris sexstigmata Gory & Laporte, 1837
- Chrysobothris shawnee Wellso & Manley, 2007
- Chrysobothris shinanensis Kano, 1929
- Chrysobothris shirakii Miwa & Chûjô, 1935
- Chrysobothris shortlandica Obenberger, 1928
- Chrysobothris siamensis Hoscheck, 1931
- Chrysobothris sibuyana Fisher, 1924
- Chrysobothris similis Saunders, 1867
- Chrysobothris simillima Obenberger, 1940
- Chrysobothris simplex Waterhouse, 1887
- Chrysobothris simplicifrons Kerremans, 1903
- Chrysobothris sinensis Fairmaire, 1887
- Chrysobothris singalesa Obenberger, 1922
- Chrysobothris skalei Barries, 2010
- Chrysobothris sloicola Manley & Wellso, 1976
- Chrysobothris smaltzi Théry, 1911
- Chrysobothris smaragdinea Kerremans, 1893
- Chrysobothris smaragdula Fall, 1907
- Chrysobothris sobrina Dugès, 1891
- Chrysobothris socialis Waterhouse, 1887
- Chrysobothris somereni Théry, 1931
- Chrysobothris soror Gory & Laporte, 1837
- Chrysobothris speculifer Horn, 1886
- Chrysobothris spinicollis Théry, 1911
- Chrysobothris staudingeri Kerremans, 1897
- Chrysobothris steinbachi Obenberger, 1928
- Chrysobothris stellifera Waterhouse, 1887
- Chrysobothris stephensi Gory & Laporte, 1837
- Chrysobothris sterbai Obenberger, 1932
- Chrysobothris storkani Obenberger, 1940
- Chrysobothris strandiana Obenberger, 1922
- Chrysobothris stricklandi Obenberger, 1924
- Chrysobothris strigicollis Théry, 1898
- Chrysobothris subcylindrica Ménétriés in Motschulsky, 1859
- Chrysobothris subopaca Schaeffer, 1904
- Chrysobothris subrugosa Kerremans, 1903
- Chrysobothris subsimilis Thomson, 1879
- Chrysobothris succedanea Saunders, 1873
- Chrysobothris sudanensis Obenberger, 1940
- Chrysobothris sulci Obenberger, 1932
- Chrysobothris sumbana Obenberger, 1932
- Chrysobothris superba Deyrolle, 1864
- Chrysobothris suppressa Wickham, 1914
- Chrysobothris suturalis Walker, 1858
- Chrysobothris sylvania Fall, 1910
- Chrysobothris taciturna Kerremans, 1897
- Chrysobothris takahashii Barries, 2009
- Chrysobothris tenebricosa Kerremans, 1897
- Chrysobothris tessellata Westcott in Westcott, et al., 2008
- Chrysobothris texana LeConte, 1860
- Chrysobothris texcocana Domínguez, 1969
- Chrysobothris thomae Kerremans, 1899
- Chrysobothris thomsoni Waterhouse, 1887
- Chrysobothris thoracica (Fabricius, 1798)
- Chrysobothris tibidens Domínguez & Márquez, 1971
- Chrysobothris timida Kerremans, 1897
- Chrysobothris tonkinensis Bourgoin, 1922
- Chrysobothris totonaca Domínguez & Márquez, 1971
- Chrysobothris tranquebarica (Gmelin, 1790)
- Chrysobothris transvalensis Obenberger, 1940
- Chrysobothris tricolor Kerremans, 1892
- Chrysobothris trinervia (Kirby, 1837)
- Chrysobothris trisignata Waterhouse, 1887
- Chrysobothris tristis Deyrolle, 1864
- Chrysobothris trochantispina Domínguez & Márquez, 1971
- Chrysobothris trochilus Waterhouse, 1887
- Chrysobothris tumida Chevrolat, 1867
- Chrysobothris umbrosa Kerremans, 1903
- Chrysobothris umrongsoi Barries, 2007
- Chrysobothris unica Deyrolle, 1864
- Chrysobothris unigemmata Obenberger, 1922
- Chrysobothris uruguayensis Obenberger, 1932
- Chrysobothris ventralis Saunders, 1874
- Chrysobothris ventriplaga Obenberger, 1928
- Chrysobothris venustula Gory & Laporte, 1837
- Chrysobothris verdigripennis Frost, 1910
- Chrysobothris verityi Nelson, 1975
- Chrysobothris veselyi Obenberger, 1922
- Chrysobothris vicina Kerremans, 1900
- Chrysobothris vidua Fisher, 1930
- Chrysobothris vilucana Obenberger, 1928
- Chrysobothris violacea Kerremans, 1892
- Chrysobothris violaceotincta Obenberger, 1922
- Chrysobothris viridiceps Melsheimer, 1845
- Chrysobothris viridicyanea Horn, 1886
- Chrysobothris viridifasciata (Gory & Laporte, 1838)
- Chrysobothris viridiimpressa Gory & Laporte, 1837
- Chrysobothris viridilabrata Obenberger, 1928
- Chrysobothris viridinotata (Gory & Laporte, 1838)
- Chrysobothris viridis Macleay, 1872
- Chrysobothris vitalisi Bourgoin, 1922
- Chrysobothris vivida Knull, 1952
- Chrysobothris vulcanica LeConte, 1861
- Chrysobothris vulgata Obenberger, 1928
- Chrysobothris wagneri Kerremans, 1913
- Chrysobothris wallacei Saunders, 1871
- Chrysobothris waynei Bellamy, 1998
- Chrysobothris westcotti Barr, 1969
- Chrysobothris weyersi Kerremans, 1900
- Chrysobothris wickhami Fisher, 1942
- Chrysobothris widdringtoniae Descarpentries, 1959
- Chrysobothris wilkinsoni Théry, 1947
- Chrysobothris williamsi Van Dyke, 1953
- Chrysobothris wintu Wellso & Manley, 2007
- Chrysobothris wolcotti Fisher, 1925
- Chrysobothris woodgatei Champlain & Knull, 1922
- Chrysobothris yemenensis Bílý, 2000
- Chrysobothris yucatanensis Van Dyke, 1953
- Chrysobothris yunnanensis Théry, 1940
- Chrysobothris znojkoi Semenov & Richter, 1934
- Chrysobothris zubaci Obenberger, 1932